# Eriogonum concinnum
Eriogonum concinnum är en slideväxtart som beskrevs av James Lauritz Reveal. Eriogonum concinnum ingår i släktet Eriogonum och familjen slideväxter. Inga underarter finns listade i Catalogue of Life.